# Чапек-Ход, Карел Матей
Карел Матей Чапек-Ход (настоящее имя Матей Чапек; чеш. Karel Matěj Čapek-Chod; 21 февраля 1860, Таус (ныне Домажлице), Австро-Венгрия — 3 ноября 1927, Прага) — чешский прозаик-натуралист и журналист.

## Жизнь и творчество
Окончил гимназию в Таусе, изучал право в Карловом университете. В 1880-е годы начал выступать как журналист, издавал в Ольмюце (Оломоуце) и в Праге ряд газет. По совету своего друга Й. В. Сладека в начале литературной деятельности стал подписываться «Карел Матей (К. М.) Чапек» или «Карел Чапек», потому что имя Матей казалось Сладеку «недостаточно литературным».
Сотрудничал в газете «Národní listy» (с 1900). После того, как в 1918 году в редакции газеты появился его полный (с учётом изменения имени) тёзка, в то время гораздо менее известный писатель Карел Чапек, старший коллега для отличия от него изменил и фамилию, взяв псевдоним Чапек-Ход по названию родной местности Ходско и субэтнической группы чехов ходы.
В ряде произведений Чапека-Хода на первом плане социальные мотивы; в романе «Кашпар Лен — мститель» рабочий убивает купца, совратителя своей невесты; в романе «Турбина» изображён крах надежд буржуазного семейства. По оценке советского литературоведа В. К. Житника, «как натуралисту Чапеку-Ходу присущи подробное описание социальной среды, внимание (часто чрезмерное) к отдельным деталям, детерминизм: большинство его персонажей — люди беспомощные, бессильные противостоять разрушающему влиянию окружения, что приводит к краху все стремления героев. Обращаясь к трагикомическим ситуациям, писатель, казалось бы, безучастно опускает своих персонажей с высоты их мечтаний в серую будничность реальности».
Романы Чапека-Хода «Антонин Вондрейц» и «Самый западный славянин» литературовед А. Е. Бобраков-Тимошкин относит к т. н. пражскому тексту; Прага гибельна для главных героев обоих произведений. В первой главе «Самого западного славянина» романтические образы мотивируются тифозным бредом героя, что сам автор иронически отнёс к реалистическому приёму.
Карел Чапек говорил впоследствии своей сестре Гелене об отличии своего художественного метода от натурализма Чапека-Хода:

Понимаешь, люди хотят, чтобы я был всеведущ, но, когда пишешь, невозможно предусмотреть всё… Даже теннисисты упрекают меня, что я не разбираюсь в их игре, и считают, что я не должен был упоминать о ней… Вспоминаю Чапека-Хода; он говаривал, что самой надёжной основой для любого порядочного писателя, желающего создать нечто новое, является крепкая и выносливая задница. Я ему ответил: «Хочу писать, но я отнюдь не Arschmensch!» А он: «Будете жалеть, следовало бы научиться. А это значит, вначале надо ходить и наблюдать, а затем дома сесть и досконально изучить то, о чём хоть мельком упомянешь в своем произведении». Сам он так и делал. У меня, когда я работаю, мысль нельзя остановить, каждую минуту что-то приходит в голову, и скажу тебе, что первые, непроизвольные идеи оказываются самыми лучшими.— 

## Произведения
- Собрание сочинений: Spisy, sv. 1—18, Praha, 1921—38.
- Povidky (Рассказы), 1892.
- V třetím dvoře (В третьем дворе), 1895
- Nedělni povídky, 1897.
- Osmero, 1900—1903.
- Patero, 1900—1903.
- Kašpar Lén mstitel (Кашпар Лен — мститель), 1908.
- Z města i obvodu, 1913.
- Antonín Vondrejc (Антонин Вондрейц), 1915.
- Turbína (Турбина), 1916 (экранизирован).
- Ad hoc!, 1919.
- Nejzápadnější Slovan (Самый западный славянин), 1921.
- Jindrové (Индры), 1921.
- Větrník, 1923.
- Vilém Rozkoč (Вилем Розкоч), 1923.
- Humoreska, 1924.
- Labyrint světa, 1926.
- Řešany (Ржешаны), 1927.
- An der Rotationsmaschine, 1928.

## Русский перевод
- Новеллы (недоступная ссылка)
- Турбина
- Каспар Лен — мститель
- Чапек-Ход К. М. Каспар Лен — мститель. Турбина. Новеллы. — М.: Художественная литература, 1989.

## О нём
- Kovárna F. K. M. Čapek-Chod. — Praha, 1936.
- Šach V. K. M. Čapek-Chod. — Praha, 1949.
- Šalda F. X. Posledni K. M. Čapek-Chod. // Kritické projevý, dl 13. — Praha, 1963.
- Haman A. K. M. Čapek-Chod a český naturalismus. // «Česká literatura», 1969, ročn. 17, № 4.